# ۲-متیل‌ایمیدازول
۲-متیل‌ایمیدازول یک ترکیب آلی است که از نظر ساختاری با ایمیدازول با فرمول شیمیایی CH۳C۳H۲N۲H مرتبط است. این ماده به صورت جامد سفید یا بی رنگ است که در حلال‌های آلی قطبی و آب بسیار محلول است. ۲-متیل‌ایمیدازول پیش‌سازی برای طیف وسیعی از داروها است و در شیمی ترکیبات کمپلکسی به عنوان لیگاند عمل می کند.

## کاربردها
۲-متیل‌ایمیدازول پیش ساز چندین عضو از آنتی‌بیوتیک‌های نیتروایمیدازول است که برای مبارزه با عفونت‌های بی‌هوازی باکتریایی و انگلی استفاده می شود. 

آنتی‌بیوتیک‌ها و ضدپروتوزواهای نیتروایمیدازول که حاوی هسته های ۲-متیل‌ایمیدازول هستند:
Dimetridazole
مترونیدازول
سکنیدازول
اورنیدازول
تینیدازول
Carnidazole